# Rock’n’Roll Realschule
Rock’n’Roll Realschule — акустический концертный альбом немецкой панк-группы Die Ärzte, вышедший в 2002 году, записан в рамках телевизионной программы MTV Unplugged. Название является отсылкой к песне «Rock’n’Roll High School» группы Ramones. Это четвёртый концертный альбом коллектива, с учётом альбома Satanische Pferde. Запись достигла 2 места в немецком чарте, продержавшись в нём, в общей сложности, 30 недель.

## Об альбоме
Запись проходила 31 августа 2002 года, в Гамбурге, в гимназии им. Альберта Швейцера, в рамках традиционной программы MTV Unplugged. Это был первый акустический концерт группы за всю историю. Аккомпанемент составил школьный оркестр и хор, а также перкуссионист Маркус Паслик. Род Гонсалес лично выступил в роли художественного руководителя, подготавливая оркестр и хор к концерту. Во время выступления были использованы нестандартные для рок-группы инструменты и приспособления, такие как банджо, ситар, стиральная доска, двуручная пила и многое другое. Концерт проходил в актовом зале гимназии и записывался продюсером Уве Хоффманом с помощью передвижной студии GAGA-Mobil.
За приблизительно шесть часов концертной работы Врачи сыграли попурри из всего своего репертуара, к тому времени состоящего примерно из трёхсот песен. Из записей концерта Врачи сделали и выпустили 4 ноября 2002 года CD Rock’n’Roll Realschule (длительностью примерно 70 минут), а также двойной винил (LP), содержащий дополнительный трек. 6 декабря 2002 года вышел одноимённый DVD длительностью 150 минут, включающий обширные бонусные материалы, среди которых live-исполнение песни «Dauerwelle vs. Minipli» и разные дополнения, вроде записей с репетиций, неудачных дублей и переговоров во время технических пауз.
В альбом не вошла исполненная на концерте песня «Schlaflied», так как на тот момент она была внесена в чёрный список Федеральным агентством по контролю СМИ. Запрет на песню был снят в 2004 году и видео с исполнением песни в качестве бонуса вышло на переиздании альбома Debil. Песни «Ist das alles?», «Sommer, Palmen, Sonnenschein» и «3-Tage-Bart», записанные на том же концерте, но не вошедшие в альбом, вышли на стороне Б двойного сингла «Komm zurück/Die Banane», выпущенного 25 ноября 2002 года.

## Список композиций
1. Schrei nach Liebe (Farin Urlaub, Bela B.) — 3:54
2. Ich ess Blumen (Bela B.) — 3:23
3. Langweilig (Farin Urlaub) — 3:42
4. Meine Ex(plodierte Freundin) (Farin Urlaub) — 2:04
5. Monsterparty (Bela B., Farin Urlaub) — 3:28
6. Hurra (Farin Urlaub) — 3:46
7. Kopfhaut (Farin Urlaub/Farin Urlaub, Bela B., Hans Runge) — 2:42
8. Zu spät (Farin Urlaub) — 3:41
9. Westerland (Farin Urlaub) — 4:18
10. 1/2 Lovesong (Rodrigo Gonzalez/Bela B., Rodrigo Gonzalez) — 4:14
11. Komm zurück (Farin Urlaub) — 3:29
12. Der Graf (Bela B.) — 3:34
13. Ignorama (Bela B., Rodrigo Gonzalez/Bela B.) — 2:58
14. Is ja irre (Farin Urlaub) — 1:36
15. Bitte bitte (Farin Urlaub) — 2:59
16. Mit dem Schwert nach Polen, warum René? (Bela B., Rodrigo Gonzalez/Bela B.) — 4:36
17. Die Banane (Bela B., Rodrigo Gonzalez/Bela B.) — 4:59
18. Manchmal haben Frauen… (Bela B.) — 5:28
19. Medley (попурри) — 4:59
  - Ohne Dich (Farin Urlaub)
  - Paul (Farin Urlaub)
  - Quark (Farin Urlaub)
  - Schunder-Song (Farin Urlaub)
  - Meine Freunde(Farin Urlaub)
  - Nie wieder Krieg, nie mehr Las Vegas! (Farin Urlaub)
  - Rettet die Waale (Farin Urlaub)
  - Der Lustige Astronaut (Farin Urlaub)
  - Las Vegas (Bela B.)

#### Bonustrack (только на виниле)
1. «Ist das alles?» (Bela B.) — 4:12

#### Сингл — «Komm zurück/Die Banane»
1. Komm zurück (unplugged)
2. Die Banane (unplugged)
3. Ist das alles? (unplugged)
4. Sommer, Palmen, Sonnenschein (unplugged)
5. 3-Tage-Bart (unplugged)

## Rock’n’Roll Realschule DVD/VHS

### Список композиций
1. Tittenmaus
2. Sommer, Palmen, Sonnenschein
3. Hurra
4. Ich ess Blumen
5. Langweilig
6. Meine Ex(plodierte Freundin)
7. Monsterparty
8. Kopfhaut
9. Ist das alles?
10. Schrei nach Liebe
11. Zu spät
12. Westerland
13. 1/2 Lovesong
14. Komm zurück
15. Der Graf
16. Lieber Tee
17. Ignorama
18. Is ja irre
19. Bitte bitte
20. Mit dem Schwert nach Polen, warum René?
21. 3-Tage-Bart
22. Die Banane
23. Manchmal haben Frauen…
24. Medley (попурри)
  - Ohne Dich
  - Paul
  - Quark
  - Schunder-Song
  - Meine Freunde
  - Nie wieder Krieg, nie mehr Las Vegas!
  - Rettet die Waale
  - Der Lustige Astronaut
  - Las Vegas
25. Gute Nacht

### Бонусы
1. «Westerland» (репетиция)
2. «Der Graf» (репетиция)
3. «3-Tage-Bart» (репетиция)
4. «Mit dem Schwert nach Polen, warum René?» (репетиция)
5. «Schweres Schwert» (неудачные дубли)
6. «Umbaupause» (диалоги во время смены декораций)
7. «Dauerwelle vs. Minipli» (Plugged)